# Харпштет
Харпштет (њем. Harpstedt) општина је у њемачкој савезној држави Доња Саксонија. Једно је од 15 општинских средишта округа Олденбург. Према процјени из 2010. у општини је живјело 4.454 становника. Посједује регионалну шифру (AGS) 3458008.

## Географски и демографски подаци
Харпштет се налази у савезној држави Доња Саксонија у округу Олденбург. Општина се налази на надморској висини од 35 метара. Површина општине износи 23,4 km². У самом мјесту је, према процјени из 2010. године, живјело 4.454 становника. Просјечна густина становништва износи 190 становника/km².

## Међународна сарадња
| Мјесто | Држава    | Врста сарадње | Од    |
| ------ | --------- | ------------- | ----- |
|        | Француска | партнерство   | 1970. |
| Извор  |           |               |       |